# Connichi

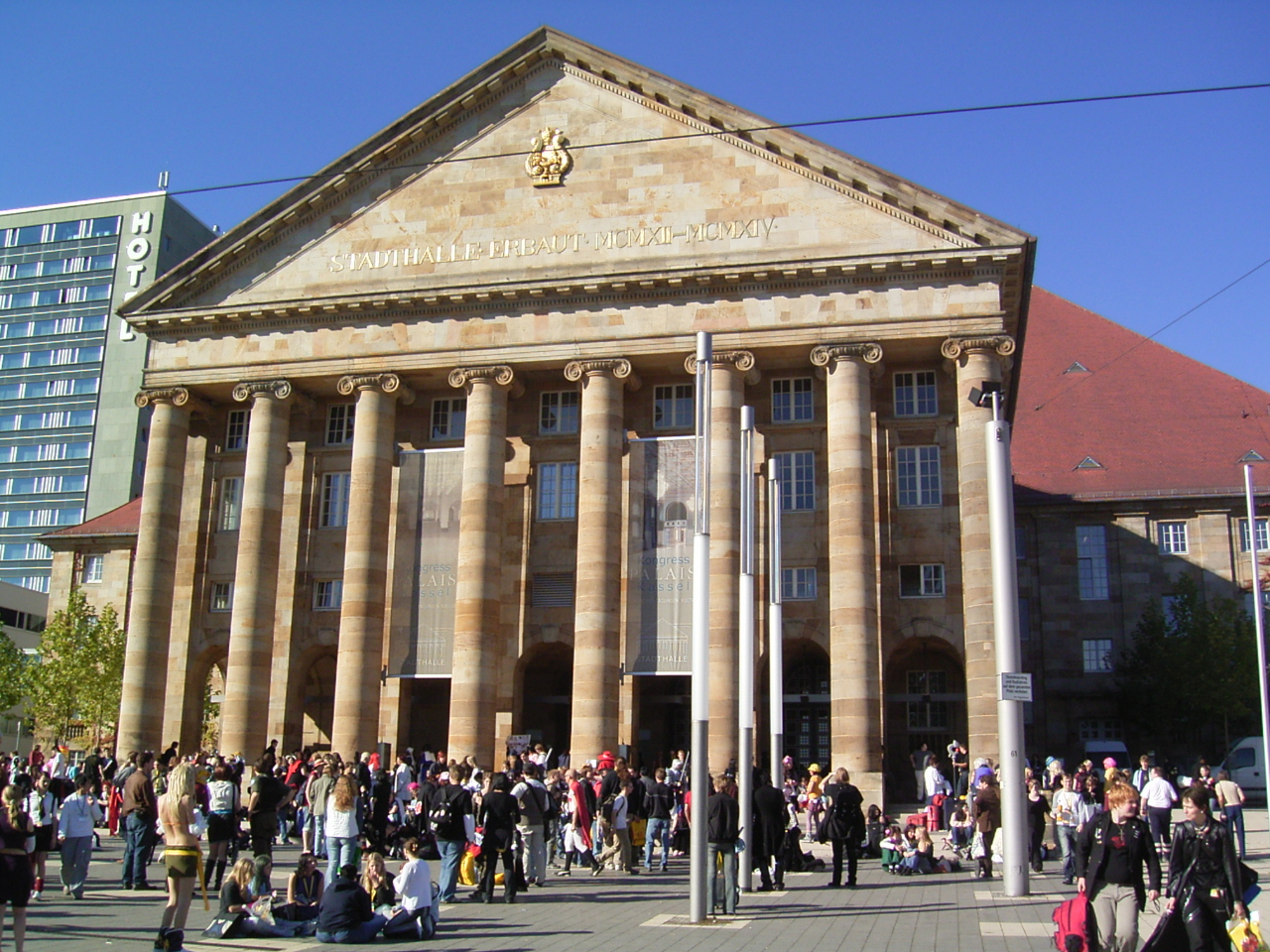
Die Stadthalle Kassel während der Connichi 2005

Die Connichi ist eine seit 2002 jährlich stattfindende, dreitägige Anime- und Manga-Convention, die vom Verein Animexx veranstaltet wird. Sie ist die größte komplett ehrenamtlich organisierte Anime- und Manga-Veranstaltung im deutschsprachigen Raum und findet seit 2023 im RheinMain CongressCenter in Wiesbaden statt.

## Entwicklung
Die Connichi wurde zum ersten Mal im Mai 2002 in Ludwigshafen am Rhein abgehalten. In den Jahren 2003 bis 2019 sowie 2022 fand sie jedes Jahr im September in der Stadthalle Kassel statt. Seitdem wird sie im RheinMain CongressCenter in Wiesbaden veranstaltet.
Die Anzahl der Besucher stieg von ca. 1.500 im Jahr 2002 auf ca. 12.000 im Jahr 2006. Für das Jahr 2007 wurden insgesamt 13.500 und für 2008 14.300 Besucher angegeben. Durch einen Anbau der Stadthalle, den sog. Kolonnaden, konnte 2014 ein starkes Wachstum auf 25.000 Besucher erreicht werden. Im Jahr 2019 besuchten wie im Vorjahr erneut 27.000 Besucher die Veranstaltung.
Die Connichi 2020 (geplant vom 4. bis 6. September) sowie die Connichi 2021 (geplant vom 3. bis 5. September) wurden aufgrund der Auswirkungen der COVID-19-Pandemie abgesagt. Stattdessen fand 2020 (vom 4. bis 6. September) und 2021 (vom 3. bis 5. September) ein Online-Event unter dem Namen Connichi Online statt.
2024 verzeichnete die Connichi mit 38.500 Besuchern einen Rekord der Besucherzahlen. Des Weiteren wurde verkündet, dass der Vertrag mit dem RheinMain CongressCenter um drei Jahre verlängert wurde.

## Programm

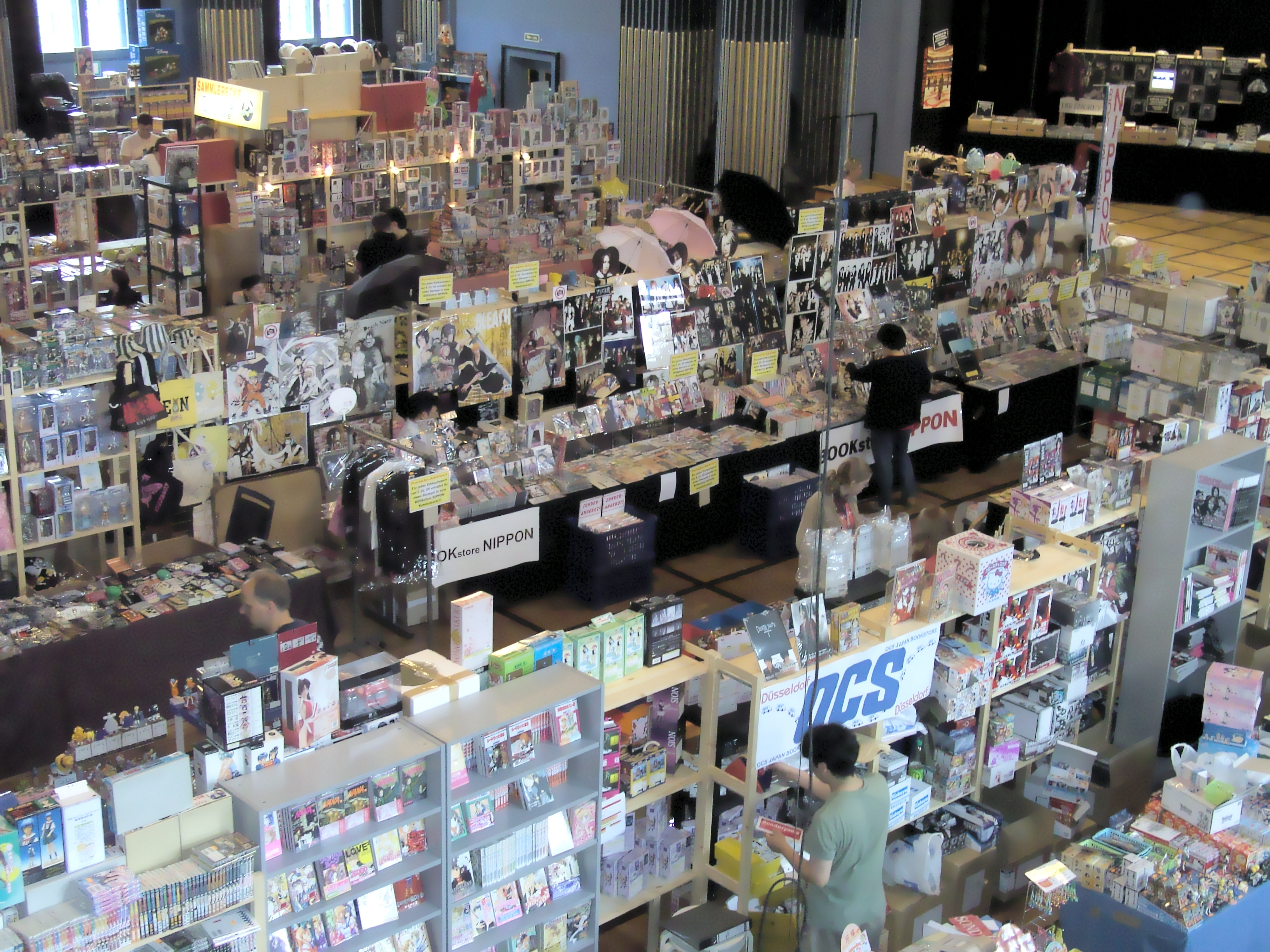
Händlerraum 2007 während des Aufbaus

Das Programm der Connichi umfasst u. a. ein japanisches Festival mit Feuerwerk, „Bring and Buy“ (Flohmarkt), Aussteller- und Händlerräume, einem Markt für Zeichner, Go- und Sammelkarten-Bereiche sowie zahlreiche Wettbewerbe (den ältesten deutschen Anime-Music-Video-Wettbewerb, Cosplay, Doujinshi, Videospiele, Nudelschlürfwettbewerb, Poetry Slam etc.). Außerdem haben die Besucher Gelegenheit, Vorträge und Workshops zu verschiedenen Themen der Anime- und Mangaszene (z. B. Cosplay, Fotografie, Zeichnen, Synchronsprechen) und zur japanischen Kultur zu besuchen (z. B. Origami, Japanische Teezeremonie, Kalligraphie, Themengebiete der Japanologie oder Japanische Sprache).
Auf den beiden Bühnen finden Auftritte deutscher und japanischer Künstler und Showgruppen statt. Zusätzlich beteiligen sich Ehrengäste aus Japan, Deutschland und anderen Ländern an Diskussionsrunden und Autogrammstunden.
Die Connichi ist seit 2005 auch Austragungsort für den deutschen Vorentscheid des internationalen Cosplay Wettbewerbs World Cosplay Summit, dessen Finale jährlich in Nagoya veranstaltet und übertragen wird.
Der öffentliche Stadthallengarten, der an das Veranstaltungsgelände der Connichi anschließt, ist ohne Eintrittskarte besuchbar. Hier treffen sich viele verkleidete Besucher. Um das angebotene Programm in der Stadthalle, den Innenhof und im Rosengarten (hier findet das Matsuri statt) wahrnehmen zu können, müssen Besucher im Vorverkauf oder vor Ort an der Tageskarte Tickets erwerben.

## Bisherige Ehrengäste

### Connichi 2024 (6. – 8. September 2024)
Anime: Nao Hirasawa, Keiichiro Saito, Yuichiro Fukushi, Ayuri Taguchi, Takeshi Takadera
Manga (DE): Anne Pätzke, Racami, Marika Herzog, Jenny Liz, Sabrina Steinert, manus
Games: Tatsuro Iwamoto
Cosplay:
Musik: Luck Life, Bala, 
Synchronsprecher (DE): Vincent Fallow, Franciska Friede, Sven Plate, Tim Kreuer
Content-Creator: Kaho Shibuya
Sonstige: Kazutaka Sato 

### Connichi 2023 (1. – 3. September 2023) [1. Veranstaltung im RMCC in Wiesbaden]
Anime: Mitsuo Iso, Nao Hirasawa, Ryo_Timo, Kenichi Kutsuna, Kenji Itoso
Manga (DE): Sozai Coskun, Tamasaburo, Jenny Liz, Sabrina Steinert, Pandorya & Rei Aisling
Cosplay:
Musik: Nano.Ripe, Yasuharu Takanashi, YAIBA
Synchronsprecher (DE): Daniela Molina, Lara Wurmer, Sven Plate, Tim Kreuer
Sonstige: Keita Kinoshita, Alternaction

### Connichi 2022 (7. – 9. Oktober 2022) [Die letzte Veranstaltung in Kassel]
Anime: Katayama Shuji, Tadahiro Yoshihira, 
Manga (JP): Niihara Masayoshi
Manga (DE): Anne Pätzke, Racami
Cosplay: Papa Cosplay
Musik: Minami Kuribayashi, ZAQ
Synchronsprecher (DE): Julia Bautz, Vincent Fallow, Derya Flechtner, Tobias John von Freyend, Nicole Hise, Angelika Markiefka, Moira May, Julia Meynen, Iris Reinhardt Hassenzahl, Ricardo Richter, Jennifer Weiss, Marie-Jeanne Widera
Sonstige: Yoshinari Dohi, Sugimoto Sueo, Hiro Kunado

### Connichi 2019 (6. – 8. September 2019)
Anime: Taku Kishimoto
Manga: Tamasaburo, Oroken, Martina Peters, Anike Hage, Horrorkissen
Cosplay: December Wynn, Astarohime
Musik: FLOW, Minichestra
Synchronsprecher: Yui Horie
Sonstige: Super Eyepatch Wolf

### Connichi 2018 (7. – 9. September 2018)
Anime: Seiji Kishi, Makoto Uezu, Tomohisa Taguchi, Nao Hirasawa, Yoshinari Asai + Hiroyuki Yamaga (Gainax)
Cosplay: Yuegene Fay, Cowbutt Crunchies
Musik: Hitoshi Sakimoto, Benyamin Nuss, Mardelas
Synchronsprecher: Dominik Auer, Manuel Scheuernstuhl, Constantin von Jascheroff, René Dawn-Claude
Sonstige: Karasu, Christian Hanisch, Robert Weber

Hiroyuki Yamaga (2006)

### Connichi 2017 (22. – 24. September 2017)
Anime: Mitsuo Iso, Hiroyuki Yamaga + Takeda Yasuhiro (Gainax)
Manga: David Füleki, Nana Yaa, Gin und Ban Zarbo, Anna Backhausen & Sophie Schönhammer
Cosplay: TWIN Cosplay, Shiro & Shunske
Musik: Mardelas, Chii Sakurabi
Synchronsprecher: Ulla Wagener, Max Felder, René Dawn-Claude, Patricia Strasburger, Christian Zeiger
Sonstige: Karasu, Patrick Rodriguez & Miles Luna (Rooster Teeth)

### Connichi 2016 (16. – 18. September 2016)
Anime: Akio Watanabe, Hiroyuki Yamaga + Yoshiyuki Sadamoto (Gainax), Norihiro Hayashida
Manga: Boichi
Musik: Fubito Endo mit Kurumi Fujioka, U-Ya Asaoka
Synchronsprecher: Barbara Dunkelmann, Lindey Jones, Michael Jones, Lea Kalbhenn, Tim Schwarzmeier, Franciska Friede u. v. m.
Sonstige: Takeshi Miyagawa, Utsumi Ikko & Yuta Toshihiro, Karasu und Kaneta Rena
Cosplay: Taeyon, Lenneth, Enji Night

### Connichi 2015 (18. – 20. September 2015)
Anime: Kazuhiro Soeta, Hiroyuki Yamaga, Shouji Saeki
Manga: Rihito Takarai, Jasmin Puschacher, Anna Hollmann
Musik: angela, Kazuya Sato und Chie Hanawa
Synchronsprecher: Jouji Nakata, Thorsten Münchow, Beate Pfeiffer
Sonstige: Takeshi Miyagawa
Cosplay: Reika, TaeYeon und Elffi

### Connichi 2014 (12. – 14. September 2014)
Anime: Atsuhiro Iwakami, Takafumi Hori + Shigeto Koyama + Sushio (Trigger), Hiroyuki Yamaga (Gainax)
Manga: You Higuri, Kazihiko Shimamoto (Gainax)
Musik: Kaori Oda, Nagareda Project, Toni Clark, Naoko Kikuchi und Yūta Toshihiro
Synchronsprecher: Asami Sanada, Sabine Bohlmann, Ulrike Jenni, René Dawn-Claude, Anette Potempa
Sonstige: Takamasa Sakurai

### Connichi 2013 (13. – 15. September 2013)
Anime: Yasuhiro Irie, Hiroyuki Yamaga + NOIR (Gainax), Yoshinori Asao (Kichijôji Tron)
Manga: Yoshiyuki Sadamoto
Musik: Nagareda Project, Shuhei Kita, Takayoshi Tanimoto, Hiroshi Kubo und Yūta Toshihiro
Sonstige: Akira Yamaguchi, GuiltPleasure und Yaya Han

### Connichi 2012 (7. – 9. September 2012)
Anime: Mamoru Yokota, Yasuhiro Irie, Studio GAINAX: Hiroyuki Yamaga
Manga: Ayano Yamane und Hinako Takanaga
Musik: Faylan, Yoko Ishida, Chihiro Yonekura und Naoko Kikuchi
Synchronsprecher: Toru Furuya
Sonstige: Naoko Kikuchi, Yaya Han und Mona I. Thraen

### Connichi 2011 (16. – 18. September 2011)
Anime: Michihiko Suwa (Yomiuri TV), Osamu Kobayashi, Studio GAINAX: Hiroyuki Yamaga
Musik: May’n, Kouhei Tanaka und Cécile Corbel
Sonstige: Kumiko Uehara und Akinori Isobe
Synchronsprecher: Kaya Matsutani

### Connichi 2010 (10. – 12. September 2010)
Anime: Hiroyuki Yamaga + Yutaka Uemura + Gakuto Mikumo + „Noir“ (Gainax)
Manga: You Higuri
Musik: Olivia Lufkin, Haruko Momoi und Rumi Shishido
Sonstige: Kumiko Uehara

### Connichi 2009 (18. – 20. September 2009)
Anime: Studio GAINAX: Takami AAnime:kai, Hiroyuki YamagAnime:a und Haruko Momoi; Studio khara: Hidenori Matsubara
Anime:Manga: Robert Labs
MusikAnime:: BACK-ON und Gothika

### Connichi 2008 (12. – 14. September 2008)
Anime: Takami Akai + Hiroyuki Yamaga +Yasuhiro Takeda + Hiroyuki Imaishi + Atsushi Nishigori + Masahiko Ōtsuka + Yō Yoshinari + Ryōji Masuyama (Gainax)
Manga: Kazusa Takashima
Musik: Haruko Momoi und Pornophonique

### Connichi 2007 (7. – 9. September 2007)
Anime: Savin Yeatman-Eiffel, Hiroyuki Yamaga (Gainax), Yuji Nunokawa (Pierrot)
Manga: Ayano Yamane
Musik: Haruko Momoi, m.o.v.e und RENTRER EN SOI
Synchronsprecher: Nobuyuki Hiyama und Tetsuya Kakihara

### Connichi 2006 (15. – 17. September 2006)
Anime: Studio GAINAX: Takami Akai, Yoshiyuki Sadamoto, Shoji Saeki und Hiroyuki Yamaga
Manga: Makoto Tateno
Musik: Toru Tanabe
Synchronsprecher: Yukari Fukui und David Turba

### Connichi 2005 (16. – 18. September 2005)
Anime: Studio GAINAX: Kazuhiro Takamura und Hiroyuki Yamaga
Manga: So-Young Lee und Sanami Matoh
Musik: dream und Toru Tanabe
Synchronsprecher: Sabine Bohlmann

### Connichi 2004 (10. – 12. September 2004)
Anime: Yasuhiro Takeda + Hiroyuki Yamaga + Takami Akai (Gainax)
Musik: Blood und Toru Tanabe
Synchronsprecher: Rubina Kuraoka, Tobias Müller, Daniel Schlauch und Sebastian Schulz

### Connichi 2003 (5. – 7. September 2003)
Anime: Yasuhiro Takeda + Hiroyuki Yamaga (Gainax)
Musik: Toru Tanabe (Opernsänger)

### Connichi 2002 (3. – 5. Mai 2002)
Anime: Kazuya Tsurumaki (Gainax)